# Мешков, Николай Максимович
Николай Максимович Мешков — советский хозяйственный, государственный и политический деятель. Участник Великой Отечественной войны. Кандидат исторических наук (1953 г.), профессор (1968 г.). Член КПСС (с 1944 года).

## Биография
Родился в 1922 году в Кричеве.
С 1942 года — на хозяйственной, общественной и политической работе. В 1942—1991 гг. — общественный и партийный работник в Таджикской ССР, инструктор ЦК КПБ, студент Белорусского государственного университета имени Ленина, слушатель Академии общественных наук при ЦК КПСС, заместитель директора, директор Института истории партии при ЦК КПБ, заведующий отделом науки, учебных заведений и школ ЦК КПБ, директор Минской высшей партийной школы, министр высшего и среднего специального образования БССР (1968—1988).
Избирался депутатом Верховного Совета Белорусской ССР 7-11-го созыва.
Умер в Минске в 1999 году.

## Сочинения
- Большевики Беларуси в первой русской революции / Институт истории партии при ЦК Коммунистической партии Белоруссии-отделение Института Маркса-Энгельса-Ленина-Сталина при ЦК КПСС. — М.: Госполитиздат, 1955. — 132 с., 2 л. портрет и карты.
- Большевики Белоруссии в период Всероссийской октябрьской политической стачки 1905 г. / Н. М. Мешков; Общество распространения политических и научных знаний Белорусской ССР. — Мн., 1955. — 51 с.
- В. И. Ленин и образование Коммунистической партии Беларуси // Коммунист Беларуси. — 1960. — № 4. — С.
- Великий Октябрь — торжество марксистско-ленинской теории социалистической революции // Великий Октябрь — торжество идей марксизма-ленинизма. — Мн., 1970.
- Рост руководящей роли партии в коммунистическом строительстве // Ленинские принципы партийной работы в действии. — Мн., 1967.
- На переднем крае идеологической борьбы / Н. М. Мешков. — М.: Знание, 1977. — 30, [2] с. — (Библиотека "К 30-летию Всесоюзного общества «Знание»).
- Советская высшая школа — кузница кадров строителей коммунизма: Стенограмма лекции, прочитанной на публичных чтениях во Дворце культуры Белсовпрофа 9 августа 1972 г. / Н. М. Мешков; Правление Общества знаний Белорусской ССР, Научно-методический совет по пропаганде исторических знаний. — Мн., 1972. — 20 с.